# A Wedding (Glee)
A Wedding er den ottende episode af den sjette sæson af den amerikanske tv-serie Glee, og 116. overordnet set. Episoden blev skrevet af Ross Maxwell, instrueret af Bradley Buecker og Ian Brennan, og første gang sendt den 20. februar 2015 på Fox i USA.

## Eksterne links
- A Wedding på Internet Movie Database (engelsk)
- A Wedding hos TV.com (engelsk)